# Джон Рей (економіст)
Джон Рей (англ. John Rae; 1 червня 1796, м. Абердін, Шотландія — †12 липня 1872, м. Стейтен-Айленд, штат Нью-Йорк) — був шотландсько-американським економістом.

## Життєпис
Джон Рей народився 1 червня 1796 року в області Абердин, Шотландія, яка має назву «Fittie». Це старе рибальське село на східному кінці гавані. Джон був одним із шести дітей купця і кораблебудівника Джона Рея та Маргарет Катберт.
Він закінчив Маршальський коледж (Абердинський університет) у 1815 році і отримав ступінь магістра мистецтв, а пізніше вивчав медицину в Единбурзькому університеті.
Через банкрутство сім'ї Рей в 1822 році був змушений емігрувати до Канади, де працював торговцем деревиною, шкільним вчителем та лікарем. У 1834 році він переїхав до Бостона, а потім до Нью-Йорка, де також працював вчителем. Невдовзі він попрямував до Центральної Америки, де продовжив лікарську практику. Під час золотої лихоманки в 1848 році був лікарем в Каліфорнії, а через декілька років, бідний і хворий малярією, він зібрав достатньо грошей, щоб сісти на корабель, який прямував на Гавайські острови. Змінивши кілька професій (вчитель, суддя), він знову повертається до лікарської практики у складі Гавайської ради з охорони здоров'я. У цій якості він проводив вакцинацію дітей проти віспи. Також він був геологом і писав роботи з геології островів.

У 1871 році він повернувся в Америку, де і помер менш, ніж через рік в Нью-Йорку.

## Внесок в економічну науку
Власний багатий життєвий досвід привів Джона Рея до переконання щодо необхідності активного втручання держави в економічну діяльність. Найвідомішою працею Джона Рея була «Постановка деяких нових принципів політичної економії», написана у 1834 році. У 1905 році вона була перевидана під назвою «Теорію соціального капіталу». Значна частина аналізу економічного розвитку в цій книзі була заснована на знаннях канадської економіки початку XIX століття, але його теорія має напрочуд сучасний контекст і цілком відповідає проблемам економіки, що розвивається сьогодні.
 
У цій книзі він міркував про здатність держави дієво стимулювати «ефективне прагнення до накопичення» за допомогою патентного законодавства, оподаткування предметів розкоші, регулювання банків, субсидування освіти і захисту нових галузей промисловості. Рей обґрунтував два принципи, на яких згодом була побудована теорія капіталу австрійської школи.
 
Ідея Рея полягала у тому що:
- капітал збільшує випуск тільки з допомогою «подовження» періоду виробництва;
- певний обсяг випуску в майбутньому завжди цінується менше, ніж той же обсяг випуску в даний момент.

Свої економічні погляди Джон Рей сформував значною мірою під впливом як Адама Сміта, так і Девіда Юма. Згадана праця Джона Рея мала вплив і теоретичну актуальність серед економістів аж до XX-го століття. Американський економіст Ірвінг Фішер, ознайомившись з працею Джона Рея, був настільки нею вражений, що невдовзі присвятив свою відому працю під назвою «Теорія відсотка»(1930) пам'яті Джона Рея. Також на цю книгу часто посилався і Джон Стюарт Мілль у своїй праці «Принципи політичної економії».

## Вшанування пам'яті
За внесок в економічну теорію Джон Рей має право на місце серед наукової еліти світу. За значний внесок Джона Рея у розвиток сучасної економічної науки Канадська економічна асоціація у 1994 році започатковує наукову премію його імені. Премію присуджують кожні два роки канадським економістам за найкращі дослідження за останні п'ять років. 
Ця премія названа на честь Джона Рея (1796—1872), який виконував більшість своїх робіт у Канаді і був «справжнім попередником теорії ендогенного зростання».